# 西埃米嫩斯 (密蘇里州)
西埃米嫩斯（英語：West Eminence）是位於美國密蘇里州香農縣的非建制地區。

## 歷史
西埃米嫩斯的郵局於1910年設立，其後於1957年停運。

## 地理
西埃米嫩斯所處的海拔為高於海平面216米（即709英呎），而該地所採用的時區為UTC-6，即北美中部時區（CST）。同時該地設有夏令時間，為UTC-6調快一小時，即UTC-5（CDT）。